# Tangled in Dream
Tangled in Dream is het tweede studioalbum van de Australische metalband Vanishing Point.
Van het nummer Never Walk Away hebben ze een videoclip opgenomen met beelden van het metalfestival Wacken Open Air 2000. Dat werd gehouden in Duitsland, in het dorpje Wacken. In deze clip zijn veel beelden van fans te zien die wel een goed woordje te zeggen hebben over Vanishing Point, of zelfs een drukke straat oversteken om ze wat bier aan te bieden.
Het nummerTwo Minds One Soul is gecoverd door Sonata Arctica.

## Tracklist
1. Surreal (6:01)
2. Samsara (4:12)
3. Closer Apart (5:24)
4. Bring on The Rain (6:31)
5. Never Walk Away (8:16)
6. The Real You (5:24)
7. Two Minds One Soul (4:11)
8. I Will Awake (6:02)
9. Dancing with The Devil (4:32)
10. Father (7 Years) (8:06)
11. Tangled in Dream (2:46)

## Line-up
- Silvio Massaro - zanger
- Tommy Vucur - gitarist
- Chris Porcianko - gitarist
- Joe Del Mastro - bassist
- Jack Lukic - drummer